# Старый Тим
Старый Тим — деревня в Ливенском районе Орловской области России.
Входит в состав Вахновского сельского поселения.

## География
Находится на левом берегу реки Сосна на месте впадения в неё реки Тим; западнее села Ревякино и юго-западнее деревни Шебаново.
В деревне имеются две улицы: Заречная и Речная.

## Население
| 2010 |
| ---- |
| 12   |